# Arthur Harrison (cầu thủ bóng đá Anh)
Arthur Harrison (tháng 9 năm 1878 – sau 1902) là một cầu thủ bóng đá người Anh thi đấu ở Football League cho Small Heath.
Harrison sinh ra ở Stirchley của Birmingham. Ông đi học tại Cotteridge và chơi bóng cho Linton trước khi gia nhập Small Heath của Second Division năm 1902. Ông có màn ra mắt vào ngày 20 tháng 12 năm 1902, ghi 2 bàn trong chiến thắng 3–1 trên sân nhà Lincoln City, nhưng có một nhiệm vụ khá vô ơn là cố gắng đánh bật tuyển thủ quốc gia Anh Charlie Athersmith khỏi vị trí outside-right – mà ra mắt của Harrison là trận đấu đầu tiên Athersmith bỏ lỡ kể từ tháng 9 năm 1901 – và ông chỉ thi đấu thêm 3 trận trong mùa giải đó trước khi trở lại bóng đá địa phương cùng với Brownhills Athletic.